# Hazelle Goodman
Pour les articles homonymes, voir Goodman.
Hazelle Goodman est une actrice trinidadienne née le 16 février 1959.

## Filmographie

### Cinéma
- 1991 : True Identity : la voisine de Miles
- 1995 : Heat : la mère de Hooker
- 1997 : White Lies : la serveuse du Coffee Shop
- 1997 : Harry dans tous ses états : Cookie
- 1999 : Just One Time : une lesbienne
- 2000 : Chinese Coffee : la serveuse du Dante
- 2001 : Hannibal : Evelda Drumgo
- 2005 : Les Enfants invisibles : Mme Wright
- 2011 : Extrêmement fort et incroyablement près : Hazelle Black

### Télévision
- 1995 : Happily Ever After: Fairy Tales for Every Child : la femme du bûcheron (1 épisode)
- 1997-1998 : Homicide : Georgia Rae Mahoney (4 épisodes)
- 2000 : Ed : Ramona (1 épisode)
- 2001 : New York 911 : Rita Golden (2 épisodes)
- 2004 : New York, police judiciaire : Mme Gordon (1 épisode)